# Спенс, Уильям Гатри
Уильям Гатри Спенс (англ. William Guthrie Spence; 7 августа 1846 года, остров Идей, Шотландия — 13 декабря 1926 года) — австралийский профсоюзный лидер и политический деятель. Один из основателей Австралийского профсоюза рабочих и Австралийской лейбористской партии.

## Биография
Спенс родился 7 августа 1846 года на острове Идей на Оркнейских островах Шотландии, в семье каменотёса и в шестилетнем возрасте вместе с родителями эмигрировал в Австралию.
Уильям формально никогда не учился в школе; с 13 лет он работал на ферме в районе Виммера штата Виктория. Позже он получил лицензию на добычу золота и работал в различных горнодобывающих компаниях.
В 1871 году женился на Энн Джейн Сэвидж.
В 1874 году Спенс был одним из наиболее активных горняков, сформировавших Объединённую ассоциацию горняков Виктории, а в 1882 году стал генеральным секретарем профсоюза. Он привел профсоюз к слиянию с аналогичными союзами в других австралийских колониях, образовав Объединённую ассоциацию горняков Австралии.
В 1886 году он стал первым президентом Союза стригалей Австралии; он также стал президентом его преемника, Объединённого союза стригалей Австралазии в 1887 году. К 1890 году большинство стригалей в Южной Австралии, Виктории и Новом Южном Уэльсе присоединились к профсоюзу, и 85 процентов сараев для стрижки овец были открыты только для членов профсоюзов.
Поскольку австралийская экономика в то время быстро росла и ощущалась острая нехватка рабочей силы, профсоюзы занимали сильную позицию на переговорах и смогли добиться значительного улучшения уровня жизни сельского рабочего класса Австралии. Но депрессия, начавшаяся в 1891 году, привела к острому классовому конфликту, поскольку владельцы шахт и пастбищ пытались снизить заработную плату, чтобы оставаться платежеспособными в условиях падения цен на сырье, и профсоюзы сопротивлялись.
В 1894 году Спенс возглавил объединение горняков, стригалей и других сельских рабочих в Австралийский профсоюз рабочих (AWU) — крупнейший и самый влиятельный профсоюз Австралии. Прошли мощные забастовки в морской и скотоводческой отраслях, в которых Спенс играл ведущую роль, хотя в целом он был сторонником умеренности в рабочем движении. В 1894—1898 годы он был секретарем AWU и в 1898—1917 годы- президентом этой организации.

## Политическая карьера
Поражение забастовок 1891—1894 гг. побудило Спенса и других рабочих лидеров заняться политикой. Спенс поддержал формирование Прогрессивной политической лиги, одной из первых лейбористских партий. Он немного проиграл в Виктории в 1891 году, и в 1892 году на довыборах за место от Дандаса в Законодательном собрании Виктории.
В 1891 году он поддержал первую избирательную кампанию Лейбористской партии в Новом Южном Уэльсе, которая получила ряд мест в Законодательном собрании Нового Южного Уэльса. В 1898 году Спенс стал депутатом парламента от Кобара в западном Новом Южном Уэльсе. Он остался президентом AWU, что сделало его одним из самых влиятельных политиков Нового Южного Уэльса. Он охарактеризовал себя как «эволюционного, а не революционного социалиста».
В 1916 году премьер-министр Австралии Хьюз выступил за введение военной обязанности и призыв на военную службу, чтобы отправлять австралийских солдат в союзные войска, участвующие в Первой мировой войне. Большая часть лейбористской партии решительно выступила против этого, но Спенс встал на сторону Хьюза. В результате он был исключен из партии вместе с Хьюзом и другими депутатами-сторонниками призыва. Он также был лишён поста президента AWU и вскоре был исключен из профсоюза. На федеральных выборах 1917 года Хьюза легко вернули к власти, а Спенс потерял свое депутатское кресло, в основном потому, что Австралийский профсоюз рабочих призвал сельскохозяйственных рабочих не голосовать за него. Вскоре после этого Спенс вернулся в парламент в результате дополнительных выборов от городка Дарвин в штате Тасмания. В 1919 году он баллотировался на место депутата от избирательного округа Бэтмен в Мельбурне, но потерпел поражение.
В последние годы жизни Спенс занимался сельским хозяйством в Теранге в штате Виктория.
Уильям Гетри Спенс скончался 13 декабря 1926 года. У него было 7 детей.

## Память
В 1972 году один из пригородов Канберры был назван в честь Уильяма Гатри Спенса
С октября 2003 года штаб-квартира Австралийских профсоюзов рабочих в Мельбурне носит имя Спенса.